# M18 (疏散星團)
M18或梅西耶18，也稱為NGC 6613，是在人馬座的一個疏散星團。 它是梅西耶在1764年發現，並被列入它的類似彗星天體的清單中。從地球的位置來看，M18位於欧米加星云和人馬座恆星雲（M24）之間。
這是一個稀疏的星團，實直徑大約8秒差距，潮汐半徑大約7.3秒差距，恆星集中的核心半徑為0.012秒差距。它的川普勒分類是II 3 p。M18的年齡約為3,300萬年，質量估計為188 M☉。它擁有一顆Be星和總共29顆B型星。有三顆超巨星，都是 A型或早期型。 最亮的一顆（盧西達）是HD 168352，光譜類型是B2III，視星等+8.65 。
M18距離地球1,296秒差距，距離銀河中心6,830秒差距。它圍繞銀河核心運行的週期為1.865億年，離心率為0.02。這使它可以接近銀河中心至6,500秒差距，或遠離至6,800秒差距。它約每2,740萬年會穿越銀河盤面一次，而在盤面上下方的垂直距離不會超過80秒差距

## 圖集

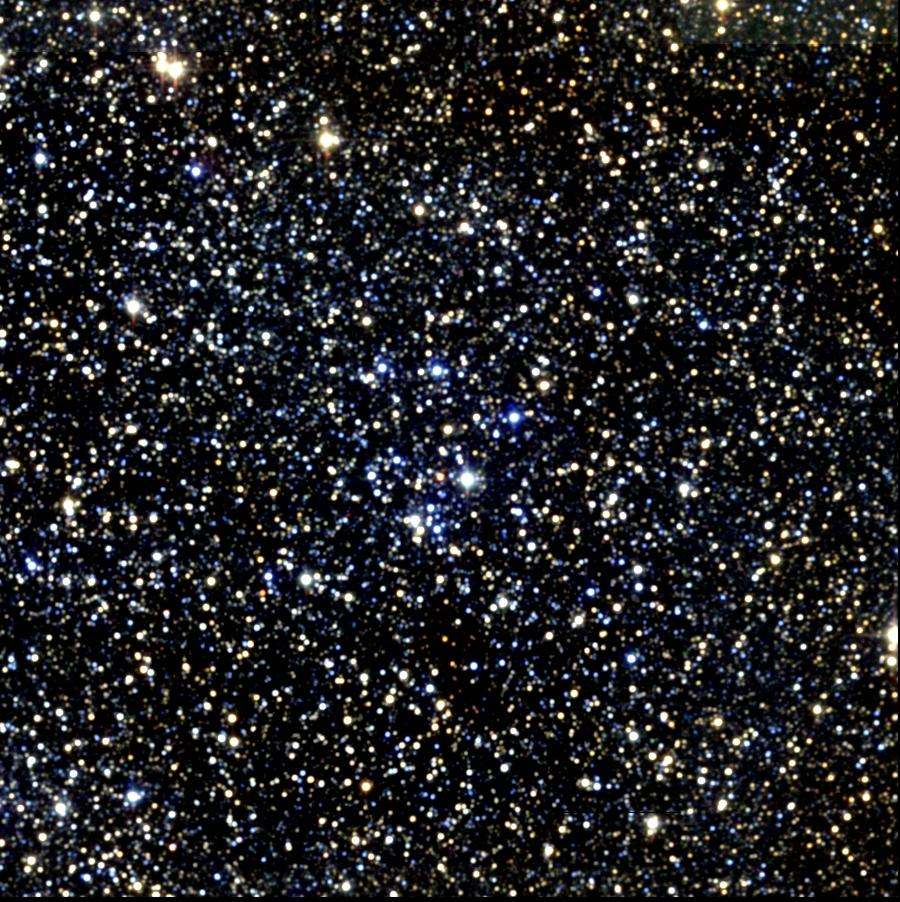
來自2微米全天巡天項目的M18照片。
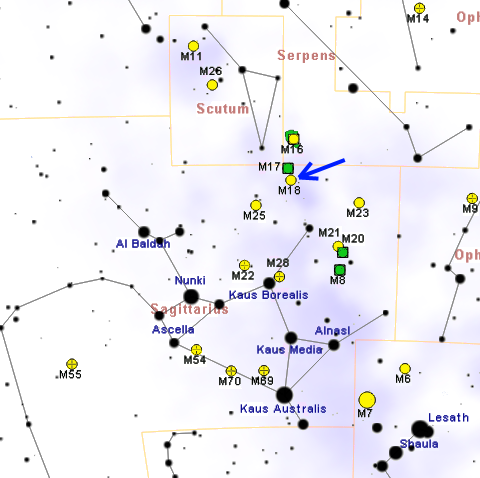
顯示M18位置的星圖（Roberto Mura）
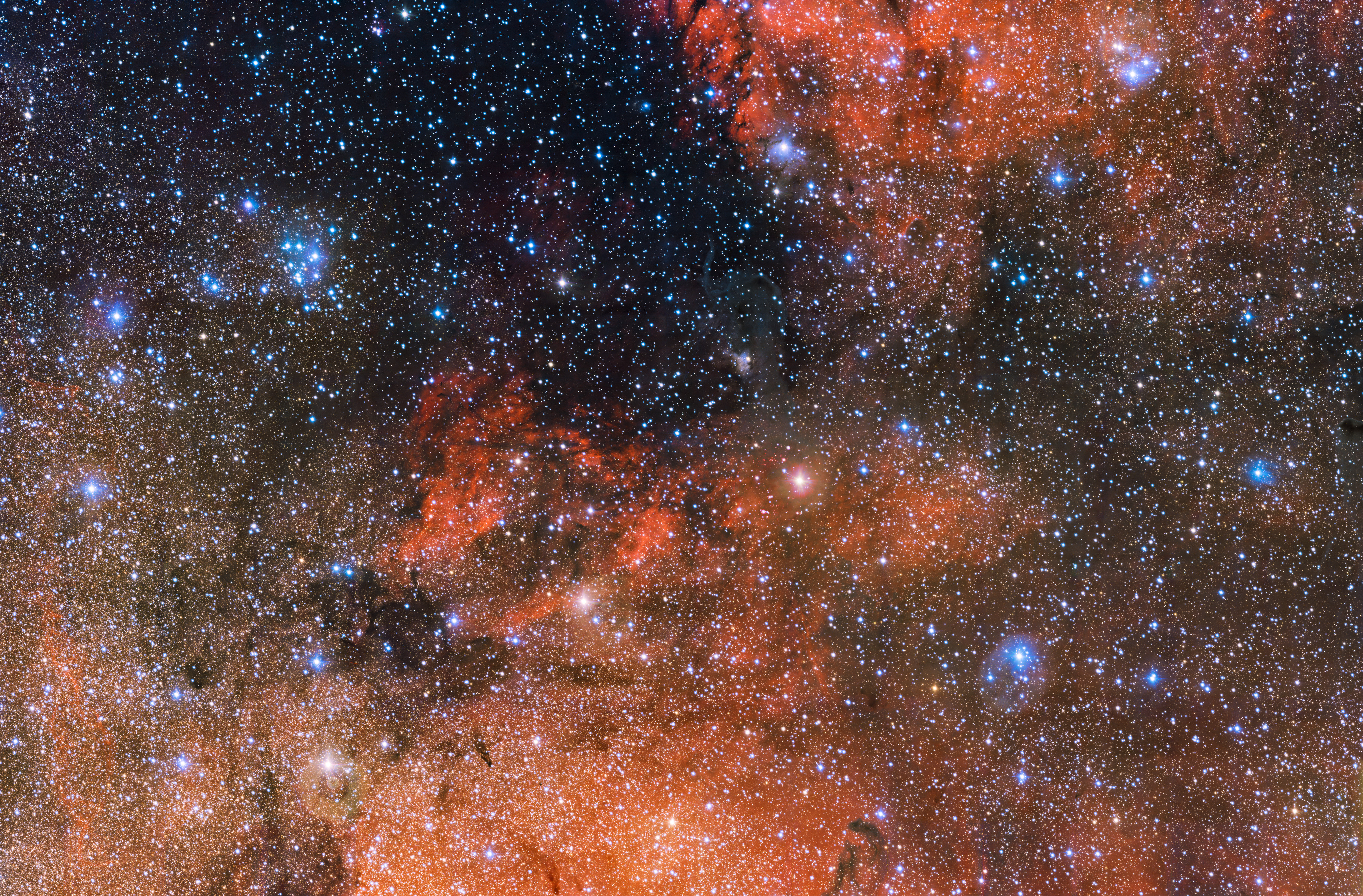
奧米加望遠鏡（英语：VLT Survey Telescope# OmegaCAM）拍攝的M18（左上）及其周圍環境。

## 外部連結
- WikiSky上关于M18 (疏散星團)的内容：DSS2, SDSS, GALEX, IRAS, 氢α, X射线, 天文照片, 天图, 文章和图片